# Santa María, Nicaragua
Santa María (även Santa María del Padregalito) är en kommun (municipio) i Nicaragua med 4 753 invånare (2012). Den ligger i den bergiga norra delen av landet i departementet Nueva Segovia, vid gränsen mot Honduras. Kommunen är en fattig jordbruksbygd utan några större tätorter.

## Geografi
Santa María gränsar till kommunerna Macuelizo i öster och Somoto i söder, samt till Honduras i väster och i norr. Det finns inga större orter i kommunen. Centralorten Santa María har endast 549 invånare (2005).

## Historia
Kommunen grundades 1850.

## Kultur
Som gränskommun finns det i Santa María många influenser från Honduras. Som exempel kan radiostationerna i Honduras kan höras bättre än de i Nicaragua, och barnen spelar hellre fotboll än baseboll.